# Edmund Steinacker

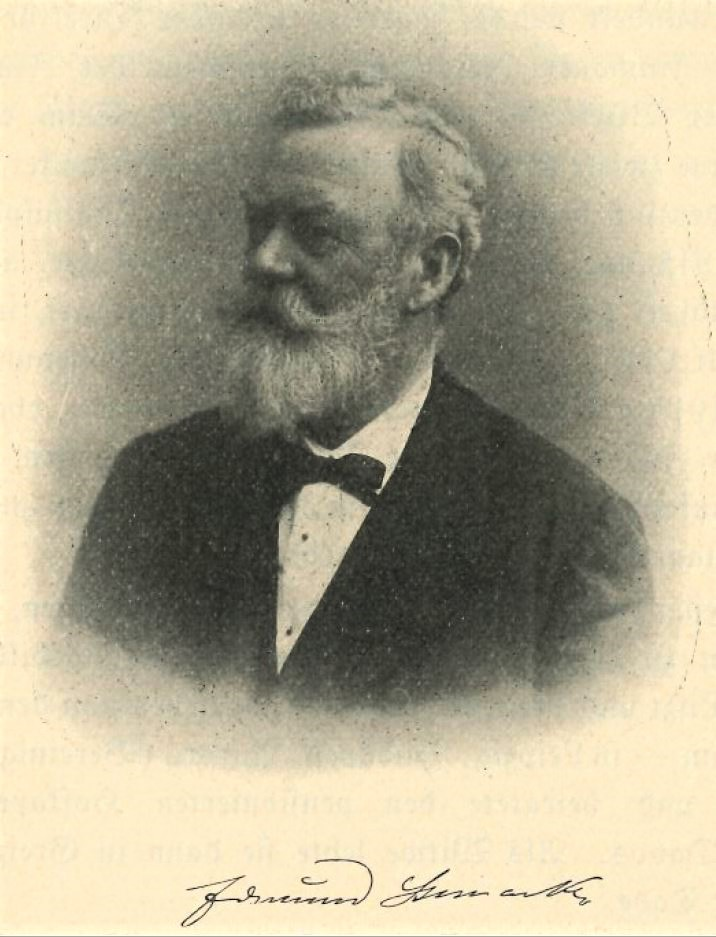
Edmund Steinacker

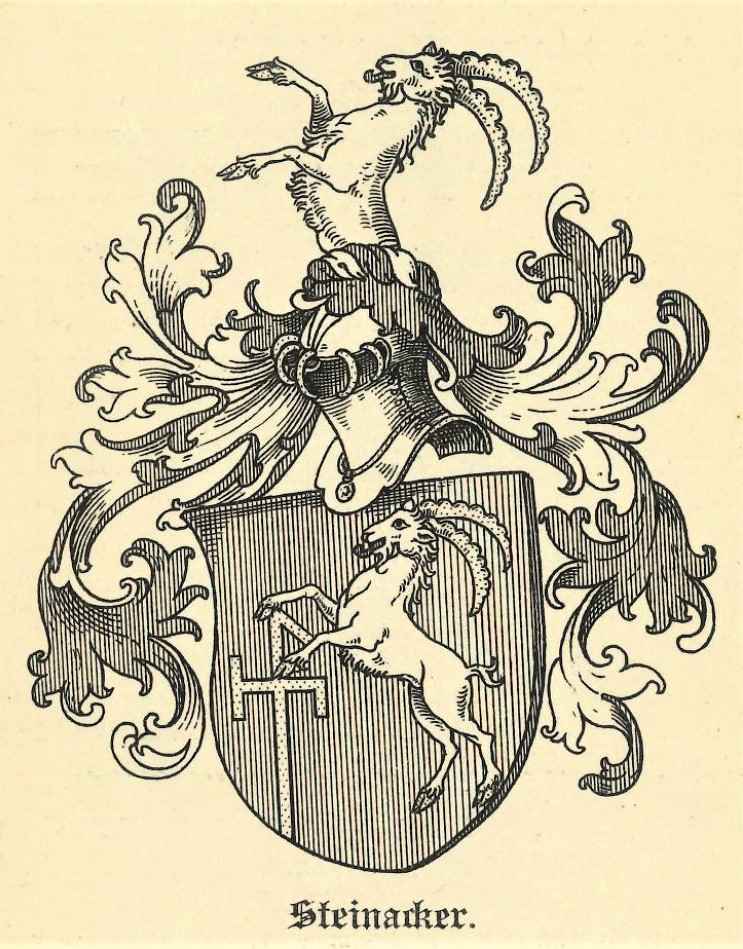
Wappen der Familie Steinacker

Edmund Steinacker (* 23. August 1839 in Debreczin, Kaisertum Österreich; † 19. März 1929 in Klosterneuburg; auch: Ödön Steinacker; Pseudonym: Sincerus) war ein deutsch-ungarischer Publizist und Politiker.

## Familie
Edmund Steinacker entstammte der bürgerlichen Familie Steinacker, die seit Beginn des 16. Jahrhunderts urkundlich in Quedlinburg nachgewiesen ist. Die ununterbrochene Stammfolge beginnt mit Hans Steinacker, der 1530 Ratsherr und Kämmerer der Stadt Quedlinburg war. Dessen Enkel war Philipp Steinacker (um 1565–1613), Jurist sowie fürstlich-sächsischer Rat und Hofgerichtsassessor zu Coburg. Steinackers Urgroßvater Gabriel Wilhelm Steinacker (* 1743) war Kaufmann und Inhaber einer Buchhandlung in Dessau, wanderte aber nach Österreich aus. Sein Großvater war der Wiener Kaufmann Christian Friedrich Wilhelm Steinacker (1775–1838), Inhaber einer Großhandlung.
Steinacker war der älteste Sohn des damaligen Direktors der reformierten Mädchen-Bildungs- und Erziehungsanstalt in Debreczen, Gustav Steinacker (1809–1877) und dessen 1837 geheirateter Ehefrau Aurelie geb. Westher (1808–1882), Tochter des Käsmarker Hutmachers und Ratsherren Abraham Westher (1773–1844). Sein Vater ging 1853 als Prediger zuerst nach Hannover und 1857 nach Buttelstedt bei Weimar. Steinacker hatte noch drei Geschwister:
- Alexander Steinacker (1841–1904), Buchhändler, Chef des Salzamtes in Debreczin im Rang eines Rechnungsrates
- Artur Steinacker (1844–1915), Kaufmann, Bankdirektor, großbritannischer Vizekonsul und Kommerzialrat
- Irma Steinacker (1847–1895), Konzertpianistin ⚭ Carl von Radecki, Hofkapellmeister.

Steinacker heiratete 1869 in Pest Auguste geb. Glatz. Das Paar hatte zwei Söhne:
- Roland Steinacker (1870–1962), Politiker und Theologe
- Harold Steinacker (1875–1965), Historiker und Universitätsprofessor.

## Leben
Aufgewachsen in Ungarn, Triest und Weimar studierte Edmund Steinacker am Polytechnikum Stuttgart Ingenieurwissenschaften und wurde hier Mitglied des Corps Teutonia. Nach Ablegung des 1. Staatsexamens im Baufach arbeitete er zuerst von 1864 bis 1866 in Württemberg, danach als Regierungssekretär für Kunst und Handwerk in Paris. 1867 kehrte er als Eisenbahningenieur der ungarischen Baudirektion nach Ungarn zurück. 1868 wurde er Direktor des Landesindustrieverbandes und 1869 Syndikus der Budapester Handels- und Gewerbekammer. Von 1875 bis 1878 war Steinacker Generalsekretär der ungarischen Landeskommission für die Wiener Weltausstellung. 1892 trat er zwangsweise in den Ruhestand.
Von 1881 bis 1888 gehörte Steinacker als Abgeordneter von Bistritz und Heltau in Siebenbürgen dem ungarischen Reichstag an. Als Vertreter der Interessen des deutschstämmigen ungarischen Bürgertums geriet er in Konflikt mit dem ungarischen Ministerpräsidenten Kálmán Tisza und dessen Politik der Magyarisierung sowie dessen aus Sicht Steinackers zu langsamen Modernisierung der Wirtschaft und Gesellschaft Ungarns. Danach wirkte er als erster Sekretär der Handels- und Gewerbekammer und wurde wegen seines Eintretens für das Deutschtum in Ungarn pensioniert.
Nach seiner Übersiedlung nach Wien war er bis 1897 Sekretär des Fremdenverkehrsvereins. Als Angehöriger des Alldeutschen Verbandes und des Deutschen Schulvereins engagierte er sich als Schriftsteller und Publizist für das Südostdeutschtum und gründete zu diesem Zwecke 1899 das Deutsche Tagblatt für Ungarn. 1906 beteiligte er sich an der Gründung der Ungarländischen Deutschen Volkspartei. Ab 1907 gehörte er zum Beraterkreis des Thronfolgers Franz Ferdinand und beteiligte sich an Überlegungen zu einer antidualistischen Reichsreform. 1915 gehörte er zu einem Kreis um Heinrich Friedjung, der die Denkschrift aus Deutsch-Österreich verfasste. In den 1920er Jahren galt sein Engagement der Minderheitenpolitik des Donau- und Karpatenraums.

## Werke
- Die Familie Malvieux, dankar geehrt bey ihrem Abschiede von Kleinhonth von einem Schätzer ihrer Verdienste. Privatdruck, Wien 1906.
- Voreltern und Nachkommen des Ehepaares Georg Louis Malvieux und Anna Maria Ludovika Honorata Bassenge. C.A. Starke, Görlitz 1914.
- Geschichte der Familie Steinacker. Meinhold, Dresden 1918.
- Lebenserinnerungen (= Veröffentlichungen des Instituts zur Erforschung des deutschen Volkstums im Süden und Südosten in München Nr. 13). Verlag Max Schick, München 1937.